# Roning under sommer-OL 2020 – Dobbeltsculler (herrer)
Herrernes roning i dobbeltculler under Sommer-OL 2020 finder sted den 24. juli - 29. juli 2020 i Sea Forest Waterway, der ligger i Tokyo Bay zonen.

## Format
Der er i alt kvalificeret 13 mandskaber til konkurrencen, der bliver indledt med tre indledende heats med fire eller fem mandskaber i hvert heat. De tre bedste mandskaber fra hvert heat går til semifinalerne mens de resterende går til ét opsamlingsheat. I opsamlingsheatet går de tre bedste mandskaber videre til semifinalerne. I de to semifinaler går de tre bedste mandskaber til finalen mens de resterende seks mandskaber kommer i B finalen og ror om pladserne 7 – 12.

## Kvalifikation
Hver NOC kan kvalificere én båd i klassen.
| Kvalifikation                            | Dato                           | Vært    | Pladser | Kvalificeret |
| ---------------------------------------- | ------------------------------ | ------- | ------- | --- |
| VM i roning 2019                         | 25. august – 1. september 2019 | Østrig  | 11      | Kina · Irland · Polen · Rumænien · Schweiz · Storbritannien · Holland · New Zealand · Frankrig · Tyskland · Litauen · |
| Afsluttende Kvalifikationsturnering 2020 | 17.–19. maj 2020               | Schweiz | 2       | |
| Total                                    |                                |         | 13      | |

## Tidsplan
Nedenstående tabel viser tidsplanen for afvikling af konkurrencen:
| Dato     | Tid   | Runde          |
| -------- | ----- | -------------- |
| 24. juli | 10:30 | Heat 1         |
| 24. juli | 10:40 | Heat 2         |
| 24. juli | 10:50 | Heat 3         |
| 25. juli | 09:40 | Opsamlingsheat |
| 27. juli | 10:10 | Semifinale 1   |
| 27. juli | 10:20 | Semifinale 2   |
| 29. juli | 08:42 | B Finale       |
| 29. juli | 09:30 | Finale         |

## Resultater

### Heat 1
| Placering | Bane | Roer                              | Land                      | Tid     | Note      |
| --------- | ---- | --------------------------------- | ------------------------- | ------- | --------- |
| 1         | 4    | Hugo Boucheron Matthieu Androdias | Frankrig                  | 6:10.45 | Q         |
| 2         | 1    | Zhiyu Liu Zhang Liang             | Kina                      | 6:11.55 | Q         |
| 3         | 3    | Ilya Kondratyev Andrey Potapkin   | Ruslands Olympiske Komité | 6:16.09 | Q         |
| 4         | 5    | Stephan Krueger Marc Weber        | Tyskland                  | 6:35.11 | Opsamling |
| 5         | 2    | Jakub Podrazil Jan Cincibuch      | Tjekkiet                  | 6:41.75 | Opsamling |

### Heat 2
| Placering | Bane | Land                              | Roer        | Tid     | Note      |
| --------- | ---- | --------------------------------- | ----------- | ------- | --------- |
| 1         | 4    | Miroslaw Zietarski Mateusz Biskup | Polen       | 6:11.22 | Q         |
| 2         | 1    | Barnabe Delarze Roman Roeoesli    | Schweiz     | 6:11.24 | Q         |
| 3         | 3    | Jack Lopas Christopher Harris     | New Zealand | 6:12.05 | Q         |
| 4         | 2    | Ronan Byrne Philip Doyle          | Irland      | 6:14.40 | Opsamling |

### Heat 3
24. juli 2020 kl. 10:50
| Placering | Bane | Land                               | Roer           | Tid     | Note      |
| --------- | ---- | ---------------------------------- | -------------- | ------- | --------- |
| 1         | 4    | Melvin Twellaar Stef Broenink      | Holland        | 6:08.38 | Q (OR)    |
| 2         | 2    | Graeme Thomas John Collins         | Storbritannien | 6:12.80 | Q         |
| 3         | 3    | Ioan Prundeanu Marian Enache       | Rumænien       | 6:13.62 | Q         |
| 4         | 1    | Saulius Ritter Aurimas Adomavicius | Litauen        | 6:23.08 | Opsamling |

### Opsamlingsheat
25. juli 2020 kl. 09:40
| Placering | Bane | Roer                               | Land     | Tid     | Note |
| --------- | ---- | ---------------------------------- | -------- | ------- | ---- |
| 1         | 4    | Stephan Krueger Marc Weber         | Tyskland | 6:26.64 | Q    |
| 2         | 2    | Saulius Ritter Aurimas Adomavicius | Litauen  | 6:27.36 | Q    |
| 3         | 3    | Ronan Byrne Philip Doyle           | Irland   | 6:29.90 | Q    |
| 4         | 1    | Jakub Podrazil Jan Cincibuch       | Tjekkiet | 6:32.86 |      |

### Semifinale 1
27. juli 2020 kl. 10:10
| Placering | Bane | Roer                              | Land           | Tid     | Note |
| --------- | ---- | --------------------------------- | -------------- | ------- | ---- |
| 1         | 3    | Hugo Boucheron Matthieu Androdias | Frankrig       | 6:20.45 | FA   |
| 2         | 2    | Graeme Thomas John Collins        | Storbritannien | 6:22.95 | FA   |
| 3         | 4    | Miroslaw Zietarski Mateusz Biskup | Polen          | 6:24.50 | FA   |
| 4         | 5    | Jack Lopas Christopher Harris     | New Zealand    | 6:26.08 | FB   |
| 5         | 1    | Stephan Krueger Marc Weber        | Tyskland       | 6:38.41 | FB   |
| 6         | 6    | Ronan Byrne Philip Doyle          | Irland         | 6:49.06 | FB   |

### Semifinale 2
27. juli 2020 kl. 10:20
| Placering | Bane | Roer                               | Land                      | Tid     | Note |
| --------- | ---- | ---------------------------------- | ------------------------- | ------- | ---- |
| 1         | 4    | Melvin Twellaar Stef Broenink      | Holland                   | 6:20.17 | FA   |
| 2         | 5    | Zhiyu Liu Zhang Liang              | Kina                      | 6:23.11 | FA   |
| 3         | 3    | Barnabe Delarze Roman Roeoesli     | Schweiz                   | 6:25.89 | FA   |
| 4         | 6    | Ilya Kondratyev Andrey Potapkin    | Ruslands Olympiske Komité | 6:26.58 | FB   |
| 5         | 2    | Ioan Prundeanu Marian Enache       | Rumænien                  | 6:29.55 | FB   |
| 6         | 1    | Saulius Ritter Aurimas Adomavicius | Litauen                   | 6:34.04 | FB   |

### B Finale
29. juli 2020 kl. 08:42
| Placering | Bane | Roer                               | Land                      | Tid     | Note |
| --------- | ---- | ---------------------------------- | ------------------------- | ------- | ---- |
| 1         | 3    | Ilya Kondratyev Andrey Potapkin    | Ruslands Olympiske Komité | 6:13.73 |      |
| 2         | 4    | Jack Lopas Christopher Harris      | New Zealand               | 6:15.51 |      |
| 3         | 2    | Ioan Prundeanu Marian Enache       | Rumænien                  | 6:16.86 |      |
| 4         | 6    | Ronan Byrne Philip Doyle           | Irland                    | 6:16.89 |      |
| 5         | 5    | Stephan Krueger Marc Weber         | Tyskland                  | 6:18.13 |      |
| 6         | 1    | Saulius Ritter Aurimas Adomavicius | Litauen                   | 6.20.87 |      |

### Finale
| Placering                        | Bane | Roer                              | Land           | Tid     | Note |
| -------------------------------- | ---- | --------------------------------- | -------------- | ------- | ---- |
| 1                                | 3    | Hugo Boucheron Matthieu Androdias | Frankrig       | 6:00.33 | OB   |
| 2. plads, sølvmedaljemodtager(e) | 4    | Melvin Twellaar Stef Broenink     | Holland        | 6:00.53 |      |
| 3                                | 2    | Liu Zhiyu Zhang Liang             | Kina           | 6:03.63 |      |
| 4                                | 5    | Graeme Thomas John Collins        | Storbritannien | 6:06.48 |      |
| 5                                | 1    | Barnabe Delarze Roman Roeoesli    | Schweiz        | 6:09.05 |      |
| 6                                | 6    | Miroslaw Zietarski Mateusz Biskup | Polen          | 6:09.17 |      |